# Kamenec (přírodní památka, okres Kroměříž)
Kamenec je přírodní památka u Zdounek v okrese Kroměříž. Důvodem ochrany jsou teplé svahy s porostem jalovce a teplomilnou květenou.